# E.L.H.Y.L.D.
E.L.H.Y.L.D. Entre Lo Habitual y Lo Desconocido es el álbum en solitario del rapero chileno Jota Droh, lanzado en 2007. Fue lanzado bajo el sello discográfico Potoco Discos y actualmente se encuentra fuera de producción. Cuenta con colaboraciones de artistas chilenos como Panthy, Ana Tijoux y Epicentro.
El álbum resultó ser una mezcla de rimas profundas e inteligentes, una influencia de R&B, un sutil hardcore y sórdidos episodios instrumentales. Está conformado por un intro ambiental que nos hace recordar la esencia de una estación de metro, (idea por la cual la portada nos muestra una zona del metro Grecia en Santiago) 13 temas cada uno con un estilo diferente al anterior esto para captar la atención variada de la audiencia causando un estilo original en el disco pero conservando la esencia de Rap y 3 interludios instrumentales llamados sonámbulo 1, 2 y 3.
Las letras de las canciones varían desde temas de amor, la familia, problemas sociales e ideologías tanto filosóficas como religiosas.
El álbum es considerado un clásico de culto del Hip hop Chileno.

## Lista de canciones
1. Intro E.L.H.Y.L.D
2. No aguanto más (con Geoenezatao).
3. Palabras - hechos (con CHR).
4. No sé.
5. Sonámbulo 1.
6. Imagino (con Panthy).
7. Un segundo (con Anita Tijoux).
8. Entre sueños (con Panthy).
9. No es tarde (con Senciyo y Dave Ghetto).
10. Sonámbulo 2 (con Senciyo y Dave Ghetto).
11. Bala pasada (con Epicentro.
12. Perdedor.
13. Sonámbulo 3.
14. P2;3.
15. Más (con Urbe y Fire Rebel).
16. Vuelve (con Panthy).
17. Freno de emergencia (con CHR, Urbe y Portavoz).